# 威鎮 (內布拉斯加州)
威鎮（英語：Wee Town）是位於美國內布拉斯加州皮爾斯縣的非建制地區。

## 地理
威鎮所處的海拔為高於海平面504米（即1654英呎），而該地所採用的時區為UTC-6，即北美中部时区（CST）。同時該地設有夏令時間，為UTC-6調快一小時，即UTC-5（CDT）。